# 富士山村
富士山村（ふじやまむら）は長野県小県郡にあった村。現在の上田市富士山にあたる。

## 地理
- 山：富士嶽山

## 歴史
- 1874年（明治7年） - 奈良尾村・町屋村が合併して富士山村となる。
- 1889年（明治22年）4月1日 - 町村制の施行により、富士山村が単独で自治体を形成。
- 1949年（昭和24年）9月1日 - 東塩田村・富士山村が合併し、改めて東塩田村が発足。同日富士山村廃止。

## 交通

### 鉄道路線
- 上田丸子電鉄
  - 西丸子線
    - 富士山駅 - 馬場駅